# Passion (film, 2012)
Pour les articles homonymes, voir Passion.
Pour plus de détails, voir Fiche technique et Distribution.
Passion est un film germano-français réalisé par Brian De Palma et sorti en 2012. Il s'agit du remake du film français Crime d'amour, dernier long métrage d'Alain Corneau, sorti en 2010.
Le film suit deux femmes qui se livrent à un jeu pervers de manipulation : alors qu'Isabelle est fascinée par sa supérieure, Christine, cette dernière profite de son ascendant psychologique sur elle et l'entraîne dans un jeu de séduction et de manipulation.
Le film est présenté en compétition officielle à la Mostra de Venise 2012.

## Synopsis
Un soir, Christine, patronne de l'agence de publicité Koch Image à Berlin, regarde avec son assistante Isabelle une nouvelle publicité sur un écran d'ordinateur qu'elles sont chargées de mettre au point pour une célèbre marque de téléphone. Isabelle est à la fois naïve et ambitieuse tandis que Christine est perverse et manipulatrice. La première envie tout de la seconde : son charisme, son appartement mais également son amant Dirk qui débarque soudainement chez Christine. Pour se faire pardonner, elle offre son écharpe à Isabelle qui part aussitôt.
Chez elle, Isabelle convoque son assistante Dani pour lui faire part de son idée pour la publicité. Elles réalisent un clip publicitaire où une jeune femme, après avoir glissé son portable dans la poche arrière de son pantalon, se promène dans la rue et filme discrètement les hommes qui matent ses fesses. Séduite par sa création, Christine envoie Isabelle à sa place à Londres  pour défendre son idée. Sa démonstration publicitaire est un succès. Secrètement amoureuse d'Isabelle, Dani lui propose ensuite de passer la soirée avec elle mais cette dernière refuse, prétextant un mal de tête. Mais Dani la surprend avec Dirk. Dans une chambre d'hôtel, Isabelle couche avec lui devant une caméra qu'il a installée devant eux.
De retour à Berlin, lors d'une visioconférence, Isabelle découvre que Christine s'est appropriée son clip publicitaire, ce qui lui vaut une nomination à New York. Manipulatrice, Christine embrasse Isabelle et l'invite à un défilé de mode de chaussures. Elles participent toutes les deux à une réception mondaine où Isabelle est encore humiliée en public. Après avoir échoué à attirer le regard d'un client important, Dani lui apprend que sa publicité sera jouée par des acteurs professionnels. Vexée, elle refuse une soirée chez Christine, ce qui met cette dernière en rage.
Lors d'un comité de direction, Christine tente de s'expliquer auprès d'Isabelle en lui racontant la mort tragique de sa sœur jumelle alors qu'elles étaient jeunes. Ensuite, Christine prend à part Dirk et lui annonce qu'il doit rembourser une facture de plusieurs millions qu'il doit maintenant depuis trop longtemps comme sous-traitant. S'il refuse, elle le fera condamner. Dans l'ascenseur, il annonce à Isabelle qu'il ne doit plus la voir car Christine veut qu'il en soit ainsi. Désemparée, elle poste sa version de la publicité sur Internet comme Dani le lui avait conseillé.
La vidéo rencontre un immense succès. Le lendemain, lors d'une visioconférence, elle apprend qu'elle partira à New York à la place de Christine, qui a avoué l'usurpation de la création d'Isabelle. Le soir même, Isabelle se connecte à Skype pour parler avec Dirk. Mais elle découvre Christine avec ce dernier ivre en train de regarder leur sextape enregistrée à Londres, téléguidé par Christine.
Humiliée et effondrée, Isabelle ne parvient pas à sortir du parking souterrain de l'agence, emboutissant ainsi l'avant et l'arrière de sa voiture. Le lendemain, Dani lui apprend que Christine a organisé une petite fête. Avant de s'y rendre, les mains protégées par des gants, Christine pénètre dans le bureau d'Isabelle et écrit sur son ordinateur un courriel où celle-ci dit ne devoir jamais pardonner à sa patronne l'humiliation qu'elle vient de subir.
La fête en question n'est d'autre qu'un jeu de massacre où Christine se moque des cadres stressés de son entreprise en dévoilant des vidéos de surveillance. L'un casse son ordinateur dans une crise de nerfs tandis que deux autres font l'amour devant une photocopieuse. Pour finir, elle montre celle où Isabelle emboutit sa voiture dans le parking. Rabaissée, alors que ses collègues se moquent d'elle, elle se force finalement à en rire avec eux.
Le lendemain, Christine convoque Isabelle et lui montre le courriel qu'elle a prétendument reçu d'elle. Il lui servira de preuve accablante si elle s'acharne contre elle après l'humiliation qu'elle sait lui avoir fait subir de la part de Dirk et qu'elle a camouflée en humiliation de bureau.
Devant un opéra où se joue un ballet sur le Prélude à l'après-midi d'un faune de Claude Debussy, Isabelle appelle son psychiatre à l'aide. Elle est de plus en plus anxieuse et déprimée par les nombreuses humiliations de sa patronne et prend des pilules pour tenir le coup. Elle décide d'assister au spectacle pour se calmer. Pendant ce temps, Christine, chez elle, raccompagne ses amis invités jusqu'à la sortie mais Dirk, à contrecourant, tente de rentrer chez elle. Elle le repousse. Seule, elle découvre un mot accroché sur une porte qui lui promet une soirée torride en lui indiquant de suivre des instructions. Pour se préparer pour ce mystérieux amant, elle s'empresse de se doucher alors que le ballet se déroule à l'opéra. Ivre, Dirk revient sur ses pas. Christine se fait belle et, munie d'un masque de sommeil, tente de trouver son amant d'un soir dans sa maison. Au moment où le ballet se termine, une personne gantée et portant un masque blanc à l'effigie de Christine lui enlève le masque et l'égorge d'un coup de couteau effilé.
Le lendemain, Isabelle est réveillée par l'inspecteur Bach et tout semble l'accuser du meurtre de sa patronne ; un bout de l'écharpe de Christine qu'elle s'est appropriée devant tous a été retrouvé arraché dans les mains de Christine et le courriel compromettant donne le mobile du crime. À bout de nerfs et tourmentée, Isabelle finit par avouer le meurtre.
Dans sa cellule de prison, Isabelle, toujours aussi angoissée, se réveille de son cauchemar éveillé et revient sur ses aveux. L'écharpe n'est pas la sienne, elle n'avait pas d'accroc et surtout le courriel ne pouvait être d'elle parce qu'il est daté d'avant l'heure de la petite fête d'humiliation. Isabelle accuse clairement Christine de l'avoir écrit pour la pousser à bout, ce qui lui est bien arrivé puisqu'elle a perdu pied au point de s'accuser d'un meurtre qu'elle n'a pas commis. Un ouvreur de l'opéra confirme qu'elle a bien assisté à la représentation du Prélude à l'après-midi d'un faune. De plus, en procédant à la fouille de son appartement, Bach découvre le dossier compromettant sur Dirk qu'Isabelle prétend avoir voulu cacher pour couvrir encore un peu plus ce dernier.
Le procureur voit les charges contre Isabelle s'écrouler mais l'écharpe sans accroc que Christine prétend avoir chez elle et qui l'innocenterait définitivement n'a pas été retrouvée. Isabelle demande une seconde fouille et cherche assidûment derrière un tiroir sans rien trouver. Toujours emprisonnée, elle demande à Dani de faire une nouvelle fouille de l'appartement, toujours en vain. C'est alors que la femme de ménage surgit avec l'écharpe qu'elle ramène du repassage. Bach s'empresse alors d'intercepter Dirk et trouve, sous le siège de sa voiture, l'écharpe ensanglantée. Il est aussitôt arrêté pour le meurtre de Christine tandis qu'Isabelle est innocentée et libérée.
De retour chez elle, elle fête avec Dani la fin de son calvaire. Dani l'embrasse mais Isabelle repousse ses avances faisant semblant de n'avoir pas remarqué que son assistante était amoureuse d'elle. C'en est trop pour Dani qui lui révèle qu'elle sait tout de sa machination : elle l'avait suivie acheter une écharpe semblable à celle de Dirk puis à l'opéra et vu l'esclandre provoqué afin de se créer un alibi. Elle l'a même filmée enfilant le masque blanc pour entrer chez Christine, vu Dirk de retour chez sa maîtresse et Isabelle profitant de sa voiture ouverte pour y glisser l'écharpe pleine de sang.
Dani la menace : si Isabelle ne se soumet pas à elle, il lui suffit d'appuyer sur la touche « envoyer » de son portable pour que l'inspecteur Bach découvre sa vidéo accablante.
Isabelle et Dani assistent à l'enterrement de Christine où sa sœur jumelle, aux chaussures vertes, est présente. Ce n'était qu'un cauchemar, au milieu de la nuit, Isabelle est réveillée par une sonnerie qui s'avère être celle du téléphone portable de Dani. Celle-ci se réveille à son tour et les deux femmes se battent. Isabelle étrangle Dani mais celle-ci parvient à appuyer sur la touche « envoyer ». Bach, qui montait lentement les escaliers spiralés d'Isabelle pour lui porter des roses pour se faire pardonner, arrive devant le seuil de la porte. Après avoir vainement sonné, il s'en retourne et découvre alors sur son portable les preuves accablantes contre Isabelle. Au seuil de sa porte, Christine se baisse pour prendre le bouquet de fleurs. La sœur jumelle de Christine est derrière elle et l'étrangle avec l'écharpe ensanglantée. Isabelle se réveille. Le cadavre de Dani gît sur le sol. Réalité ou cauchemar ?

## Fiche technique
Sauf indication contraire, les informations mentionnées dans cette section peuvent être confirmées par la base de données cinématographiques IMDb,  présente dans la section « Liens externes ».
- Titre original : Passion
- Réalisation : Brian De Palma
- Scénario : Brian De Palma, d'après le scénario original d'Alain Corneau et Nathalie Carter
- Musique : Pino Donaggio
- Décors : Cornelia Ott
- Costumes : Karen Muller Serreau
- Photographie : José Luis Alcaine
- Montage : François Gédigier
- Production : Saïd Ben Saïd
- Sociétés de production : SBS Films, Integral Film et France 2 Cinéma, avec la participation de Canal+, France Télévision, Ciné+, Medienboard Berlin-Brandenburg (participation), Deutscher Filmförderfonds (DFFF) (participation) et Wild Bunch (participation)
- Sociétés de distribution : Ascot Elite Home Entertainment (Allemagne), ARP Sélection (France)
- Budget : 30 millions de USD[3]
- Format : couleur - 1,85:1 35 mm
- Genre : thriller
- Durée : 100 minutes
- Pays de production :  France,  Allemagne
- Langue originale : anglais
- Dates de sortie en salles[4] :
  - Italie : 7 septembre 2012 (Mostra de Venise 2012)
  - France : 13 février 2013
  - Allemagne : 2 mai 2013
- Classification[5] :
  - France : tous publics (avec avertissement)
  - Allemagne : interdit aux moins de 16 ans
  - États-Unis : R

## Distribution
- Rachel McAdams (VF : Isabelle Desplantes) : Christine Stanford
- Noomi Rapace (VF : Julie Dumas) : Isabelle James
- Karoline Herfurth (VF : Élisabeth Ventura) : Dani
- Paul Anderson (VF : Boris Rehlinger) : Dirk Harriman
- Max Urlacher (de) (VF : Nicolas Marié) : Jack Koch
- Rainer Bock (VF : Gabriel Le Doze) : inspecteur Bach
- Benjamin Sadler (VF : Patrick Mancini) : le procureur
- Michael Rotschopf (de) (VF : Jérôme Keen) : l'avocat d'Isabelle
- Leila Rozario : la femme dans l’ascenseur
- Alexander Yassin : le concierge

Source et légende : Version française (V. F.) sur AlloDoublage

## Production

### Genèse et développement
Brian De Palma acquiert les droits du scénario de Crime d'amour en 2011. En disgrâce avec les studios hollywoodiens, Brian De Palma trouve les financements de son film en Europe, précisément en Allemagne et en France.

### Attribution des rôles et composition de l'équipe

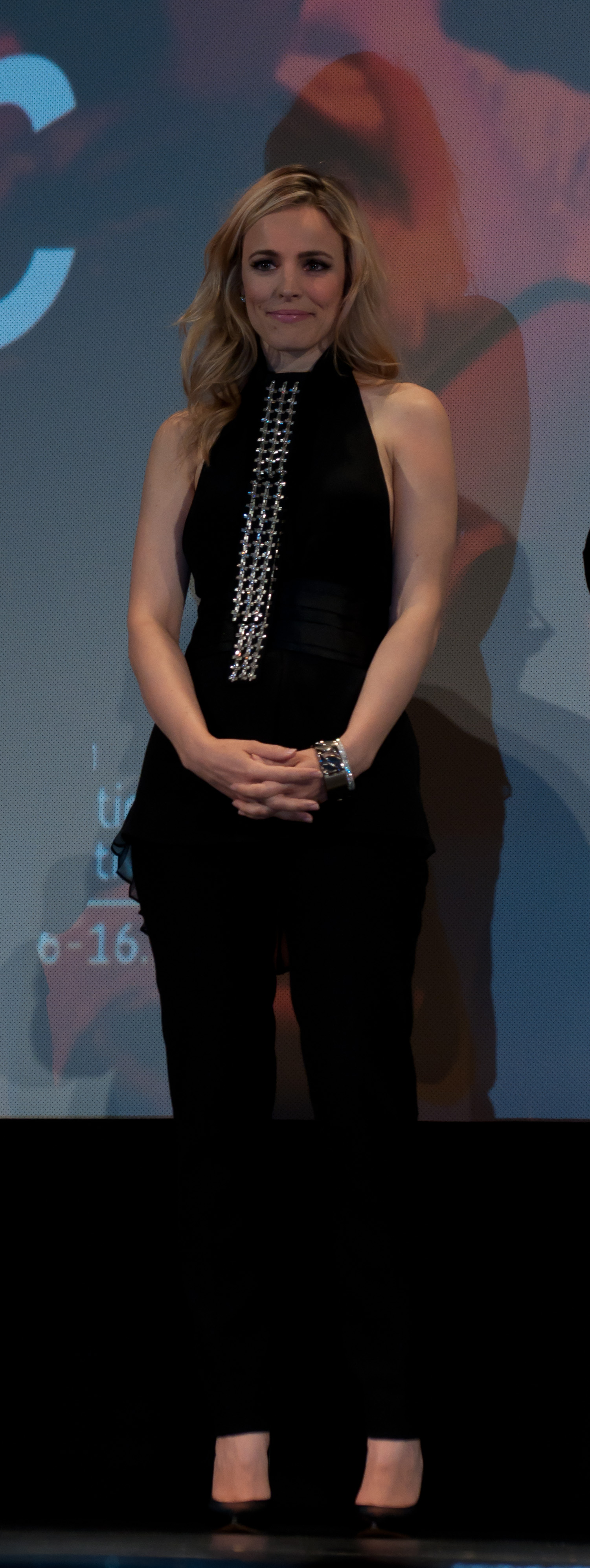
L'actrice principale Rachel McAdams à la première du film au TIFF 2012.

Noomi Rapace et Rachel McAdams reprennent les rôles tenus par Ludivine Sagnier et Kristin Scott Thomas dans Crime d'amour. Les deux actrices s'étaient déjà croisées sur le tournage de Sherlock Holmes : Jeu d'ombres de Guy Ritchie. Cela a d'ailleurs été bénéfique selon Brian De Palma : « Noomi et Rachel se connaissaient suffisamment pour s'abandonner et s'aventurer en terrain dangereux. Elles n'avaient aucune limite l'une vis-à-vis de l'autre, ce qui rend leur duo très dynamique et fascinant à regarder. »
Dominic Cooper avait été engagé pour le rôle de Dirk, avant de finalement quitter le projet et d'être remplacé par Paul Anderson. Ce dernier a lui aussi tenu un rôle dans Sherlock Holmes : Jeu d'ombres, aux côtés de Noomi Rapace et Rachel McAdams.
Pour ce film, Brian De Palma travaille pour la première fois avec José Luis Alcaine, le chef opérateur de Pedro Almodóvar. Il le choisit car, selon le réalisateur, il sait « filmer les belles femmes », ce qu'il a prouvé dans les films du réalisateur espagnol. Brian De Palma regrette en effet que la capacité à sublimer la beauté d'une actrice se soit perdue et souligne qu'Alcaine, de deux ans son ainé, sait encore le faire car il est « de la vieille école. » Il juge cette question essentielle, d'autant que dans ce film il trouve belles les deux actrices principales.

### Tournage
Le tournage a débuté en mars 2012 et a eu lieu à Berlin (Sony-Center, Unter den Linden, Musée de Bode, Gendarmenmarkt, Rathaus Schöneberg, Renaissance-Theater, etc.).

### Musique
Pour la musique du film, Brian De Palma commence par contacter des compositeurs européens avec qui il n'a jamais travaillé et qui l'intéressent mais aucun n'est disponible pour ce film. Il travaille finalement avec le compositeur italien Pino Donaggio avec qui il a fait sept films dont Carrie au bal du diable (1976), Body Double (1984) ou L'Esprit de Caïn (1992), se félicitant qu'il soit libre car il possède selon lui « la sensibilité musicale exacte pour [ses] thrillers sensuels. »

## Sortie et accueil

### Promotion
Une courte bande-annonce est présentée lors du marché du film, en marge du festival de Cannes 2012.

### Accueil critique
Aux États-Unis, Passion rencontre un accueil critique globalement assez mitigé. Sur l’agrégateur de critiques Rotten Tomatoes, il n'obtient que 33% d'avis favorables, basés sur 76 commentaires collectés et une note moyenne de 5,5⁄10. Le consensus suivant résume les critiques compilées par le site : « Pour le meilleur comme pour le pire, Passion est une sexploitation vintage de De Palma – bien qu'avec un scénario plus stupide que la plupart, il ne génère pas autant de chaleur que son travail le plus torride. ». Sur Metacritic, il obtient une note moyenne de 53⁄100 pour 22 critiques.
En France, les premières critiques sont assez élogieuses. Les Inrockuptibles trouve ainsi que Passion est l'un des « plus beaux films » de Brian De Palma, dans lequel il « renoue avec sa veine hitchcokienne [sic] des années 70, période où il s’amusait à faire des variations sur les thèmes du vieux maître, à en tirer son propre cinéma, à la fois hanté par celui de son modèle et capable de donner vie et jour à un cinéma très personnel ». Pour le site Internet avoir-alire.com, le réalisateur multiplie « les retournements de situation, brouillant les frontières entre rêve et réalité jusqu’à perdre le spectateur dans un jeu de dupe à la conclusion diaboliquement noire ».

### Box-office
Passion n'a pas rencontré de succès commercial lors de sa sortie en salles en France, totalisant 132 486 entrées. Le film a engrangé 713 616 $ de recettes mondiales.